# 가미노야마성

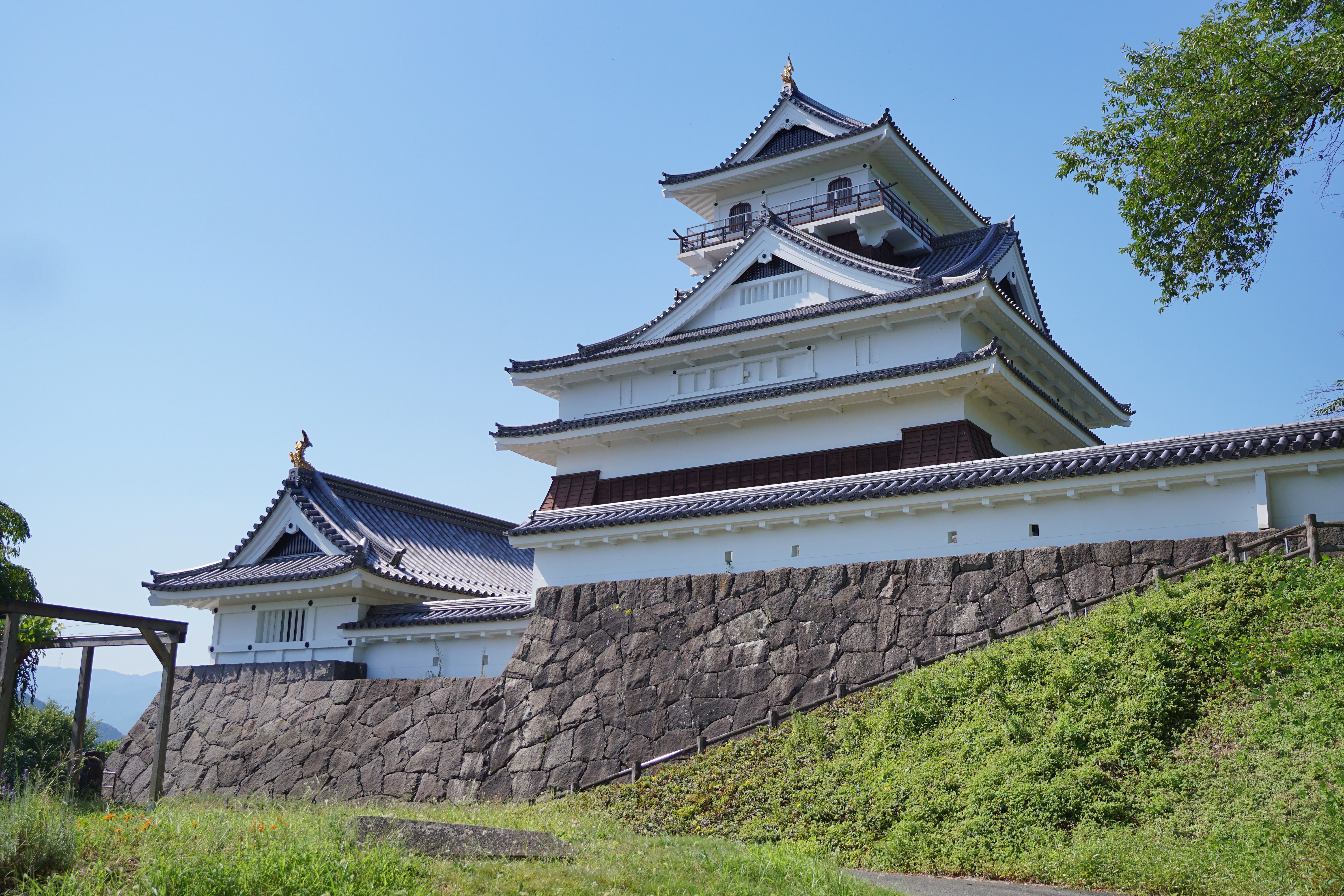
모의천수

가미노야마성(일본어: 上山城 가미노야마조[*])은 야마가타현 가미노야마시에 있는 평산성이다. 쓰키오카 성(月岡城)이라는 이명을 가지고 있다. 에도 시대에는 가미노야마번의 번청으로 사용되었다.

## 역사
센고쿠 시대 ~ 아즈치모모야마 시대
가미노야마 지역은 모가미 가문(最上氏)의 방계인 덴도 가문(天童氏) 일족에 속하는 가미노야마 가문(上山氏)이 지배하였다. 1508년 다테 가문(伊達氏)이 가미노야마 가문의 성을 공략하여 성을 빼앗고, 가신 고야나가와 사다노리를 이 지역에 파견하였다. 하지만, 얼마 뒤 가미노야마 요시후사의 아들 부에이 요시타다가 거병하여 성을 탈환해 개축하였다. 이 개축한 성이 현재의 가미노야마 성이다. 이후 성은 1580년 덴도 가문과 대립하고 있던 모가미 요시아키를 필두로 한 모가미 가문과의 알력다툼 중 모가미 가문 측에 호응한 중신 사토미 민부의 모반으로 성주 가미노야마 미쓰카네는 모살되었고, 가미노야마 지역은 모가미 가문 세력하에 있게 된다. 성은 이 알력다툼에서 공을 세운 사토미 민부에 돌아갔다. 1600년 세키가하라 전투의 전초전으로 우에스기 가게카쓰가 아이즈 지방에서 거병하여 모가미 가문의 여러 성을 공략한다. 그중 2만 5천의 우에스기 군은 겨우 1천여명의 사토미 군에 대패하여 체면을 구겼고, 사토미 가문은 성을 지켜낸다. 이후, 사토미 민부는 모가미 요시아키와 대립하여, 사토미 민부는 모가미 가문을 떠나게 된다. 이로 인해 모가미 가문의 가신 사카 미쓰히데, 요시아키의 5남 가미노야마 요시나오가 성주로 부임하였다.
에도 시대
1614년 모가미 요시아키가 죽자, 1617년 모가미 가문내의 상속을 둘러싼 마찰이 있었고, 이로 인해 모가미 가문의 영지는 대폭 몰수되어 오미 국 오모리 번으로 전봉 조치되었다. 이는 고쿠다카 57만 석의 모가미 가문의 영지가 1만 석으로 감봉되는 조치였다. 1622년 도토미 국 요코스카 번에서 마쓰다이라 시게타다가 데와 국 가미노야마번 4만 석에 입봉되어 가미노야마 번이 성립되었고, 이로써 가미노야마 성은 가미노야마 번의 번청이되었다. 이때 번주 마쓰다이라 시게타다는 성하 마을과 주변 도로를 정비해 번정의 기초를 다졌지만, 겨우 4년 뒤인 1626년 셋쓰 국 산다 번으로 이봉되었다. 이를 대신하여 가모 다다토모가 4만 석에 입봉되어 입성했지만, 친형인 아이즈번주 가모 다다사토가 자식없이 죽자, 1627년 가모 가문의 대를 이어 이요 국 마쓰야마 번으로 거처를 옮겼다. 1628년 도키 요리유키가 시모우사 국 소마 번 1만 석에서 데와 국 가미노야마 번 2만 5천 석에 가증 입봉되어 입성했다. 이후 아들 도키 요리타카가 1692년 에치젠 국 노오카 번으로 이봉될 때까지 도키 가문의 배하에 있게 된다. 이 무렵 가미노야마의 성하 마을은 크게 번영하였고, 가미노야마 성은 근세 성곽으로 개축되어《우슈의 명성》으로 불리게 된다. 하지만, 도키 가문의 이봉과 함께 가미노야마 성은 천수 대용의 3층망루가 파각되었으며 잠시 동안 폐성되는 비운을 맞이했다. 같은 해 도키 가문을 대신해 가나모리 요리토키가 입성하였고, 천수 대용의 3층망루는 재건되지 못 한 채 니노마루에 성주의 거관이 조성되었다. 5년 뒤 1697년 가나모리 요리토키는 미노 국 구조 번으로 이봉되었다. 이를 대신해 빗추 국 니와세 번에서 마쓰다이라 노부미치가 3만 석에 이봉되어 입성한다. 이후 가미노야마 성은 메이지 유신기까지 후지이 마쓰다이라 가문(藤井松平氏)의 거성이 되었다.
메이지 시대 이후
1873년(메이지 6년) 성은 폐성령의 영향으로 불하되어 해체되었다. 현재 성터는 쓰키오카 공원 및 쓰키오카 신사 경내로 변해 있다. 1982년(쇼와 57년) 성의 니노마루에 철근콘크리트 구조로 된 3층의 모의천수를 세워 향토자료관으로 활용하고 있다.

## 남아있는 건조물
혼마루 서쪽에 내측 해자가 남아있으며, 그 밖에도 성루, 석벽 일부와 정원이 보존되어 있다. 이축된 건조물로는 야구이 형식의 성문이 야마가타현 난요시 아카유 온천의 온천여관〈다키나미〉에 있다. 또, 곡물창고는 가미노야마시 민가에 이축되어 현존해 있다.

## 관광
교통
- JR 동일본 가미노야마 온천역에서 도보로 10분소요.

주변 문화시설 및 관광명소
- 가미노야마 온천
- 하루사메안 - 암자

## 같이 보기
- 가미노야마번